# Antiphon (compositie)
Antiphon is een compositie van Benjamin Britten. Britten componeerde dit werk voor het 100-jarig bestaan van de St Michael’s Church in Tenbury Wells. De tekst werd ontleend aan het werk van George Herbert. Britten schreef het (als zoveel korte stukken) op één dag.
Het werk is geschreven voor sopranen, alten, tenoren en baritons waarbij de sopranen zich “afzetten” tegenover de rest van het koor. Het koor en eventueel solisten (zij zijn ad lib) worden begeleid door een orgel.
Uiteraard vond de eerste uitvoering plaats in de St Michael’s op 29 september 1956.    

## Discografie
- Uitgave Chandos: Finzi Singers o.l.v. Paul Spicer in 1996
- Uitgave Naxos: St John’s College Choir o.l.v. Christopher Robinson
- Uitgave Coro: The Sixteen o.l.v. Harry Christophers
- Uitgave Regent: Truro College Choir o.l.v. Christopher Gray